# Kadetten Schaffhouse
Maillots
Dernière mise à jour : 30 mai 2024.
Le Kadetten Schaffhausen est un club masculin de handball basé à Schaffhouse en Suisse, créé en 1791.

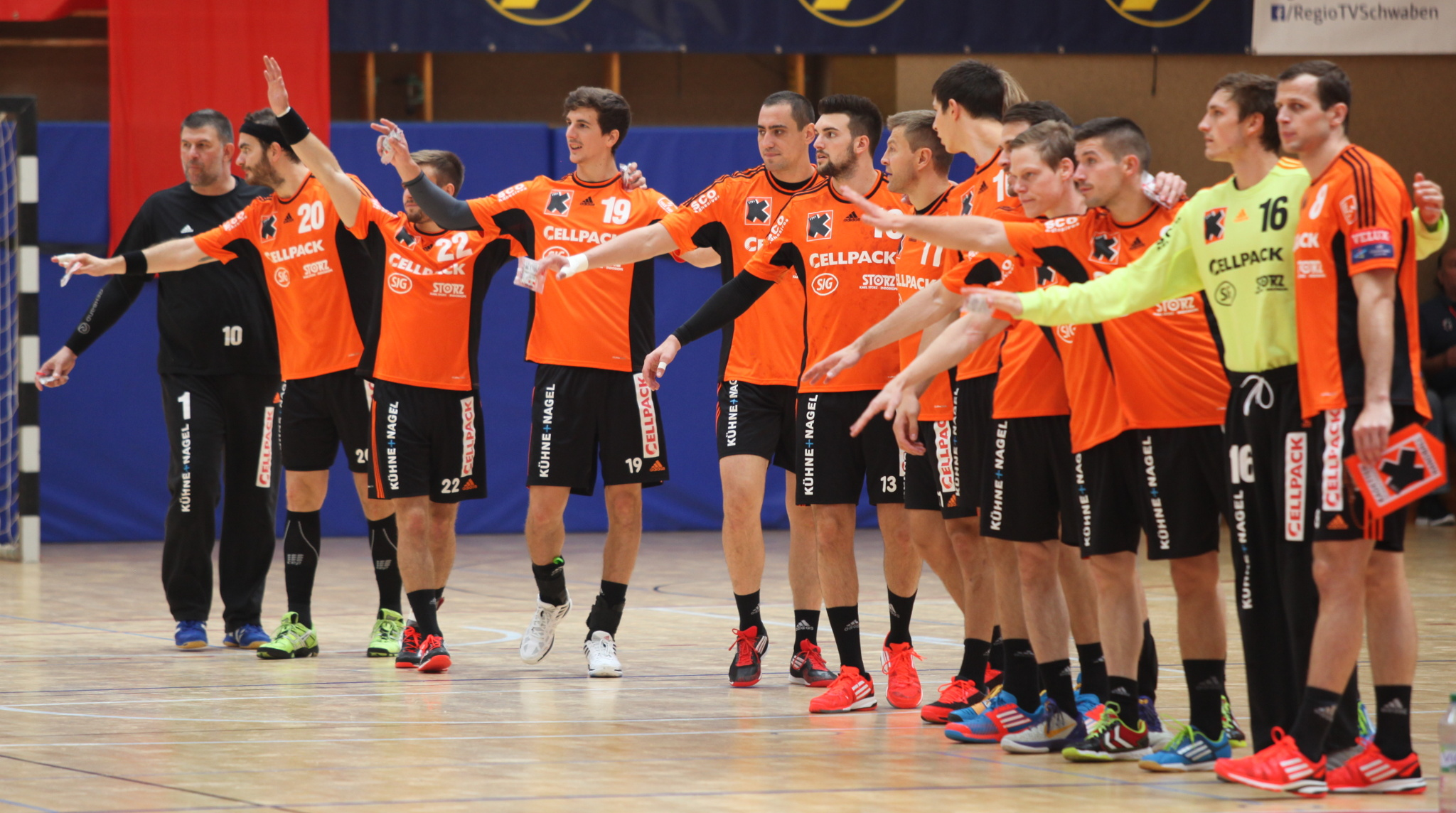
Kadetten Schaffhausen en 2014.

## Historique
Après avoir évolué au handball à onze, le Kadetten Schaffhouse opte pour son format à sept à partir de 1966. Le club évolue longtemps dans les divisions inférieures et ne réussit à monter en première division suisse qu'en 1998. Le club remporte son premier titre en 1999 puisqu'il décroche la Coupe de Suisse au détriment du TV Suhr et son deuxième titre en 2004 en remportant sa deuxième Coupe de Suisse face cette fois au BSV Berne.
En Championnat, le club ne cesse de progresser depuis sa montée jusqu'à remporter le Championnat trois fois d'affilée entre 2005 et 2007.
Il est depuis l'un des candidats les plus sérieux au titre de Champion de Suisse avec une 10e Coupe de Suisse en 2024 et 15e Titre de champion en 2025.
Au niveau européen, le principal résultat du club est obtenu lors de la Coupe de l'EHF (C3) en 2009-2010. Après avoir battu les croates du RK Nexe Našice lors du troisième tour et les russes du Zarja Kaspija Astrakhan en huitième de finale, le club parvient à éliminer les clubs allemands du Frisch Auf Göppingen en quart de finale puis du SG Flensburg-Handewitt en demi-finale, mais s'incline ensuite 48 à 52 face à un troisième club allemand, le TBV Lemgo.

## Palmarès
| Compétitions internationales              | Compétitions nationales |
| - Coupe de l'EHF (C3) - Finaliste en 2010 | - Championnat de Suisse (15) : 2005, 2006, 2007, 2010, 2011, 2012, 2014, 2015, 2016, 2017, 2019, 2022, 2023, 2024, 2025 - Coupe de Suisse (10) : 1999, 2004, 2005, 2007, 2008, 2011, 2014, 2016, 2021, 2024 - Supercoupe de Suisse (de) (16) : 2004, 2005, 2006, 2007, 2010, 2011, 2012, 2013, 2014, 2015, 2016, 2017, 2019, 2022, 2023, 2025 |

## Personnalités liées au club
Parmi les joueurs évoluant ou ayant évolué au club, on trouve :
- Cho Chi-hyo (de) : de 2004 à 2006
- Joan Cañellas : depuis 2021
- Gábor Császár : de 2015 à 2021
- Christian Dissinger : de 2011 à 2013
- Jan Filip : de 2009 à 2011
- Björgvin Páll Gústavsson : de 2009 à 2011
- Rareș Jurcă : de 2007 à 2008 et de 2010 à 2015
- Peter Kukučka : de 2009 à 2015
- Manuel Liniger (de) : de 2007 à 2010 et de 2014 à 2018
- Marko Mamić : de 2012 à 2015
- Nikola Marinović : de 2015 à 2018
- Julien Meyer : depuis 2023
- Mait Patrail (de) : de 2008 à 2011
- Nikola Portner : de 2014 à 2016
- Ivan Stevanović : de 2017 à 2019

Parmi les entraîneurs du club, on trouve :
- Markus Baur : de 2013 à 2015
- Hrvoje Horvat (de) : depuis 2023

## Infrastructure
Les matchs se déroulent à la BBC-Arena. Cette salle possède une capacité de 3500 places.

## Identité visuelle

Actuellement